# Karlovice (kraj zliński)
Karlovice – gmina w Czechach, w powiecie Zlín, w kraju zlińskim. Według danych z dnia 1 stycznia 2012 liczyła 237 mieszkańców.
W latach 1980–1991 Karlovice były częścią miasta Zlín.
Zobacz też:
- Karlovice